# Landestheater Oberpfalz

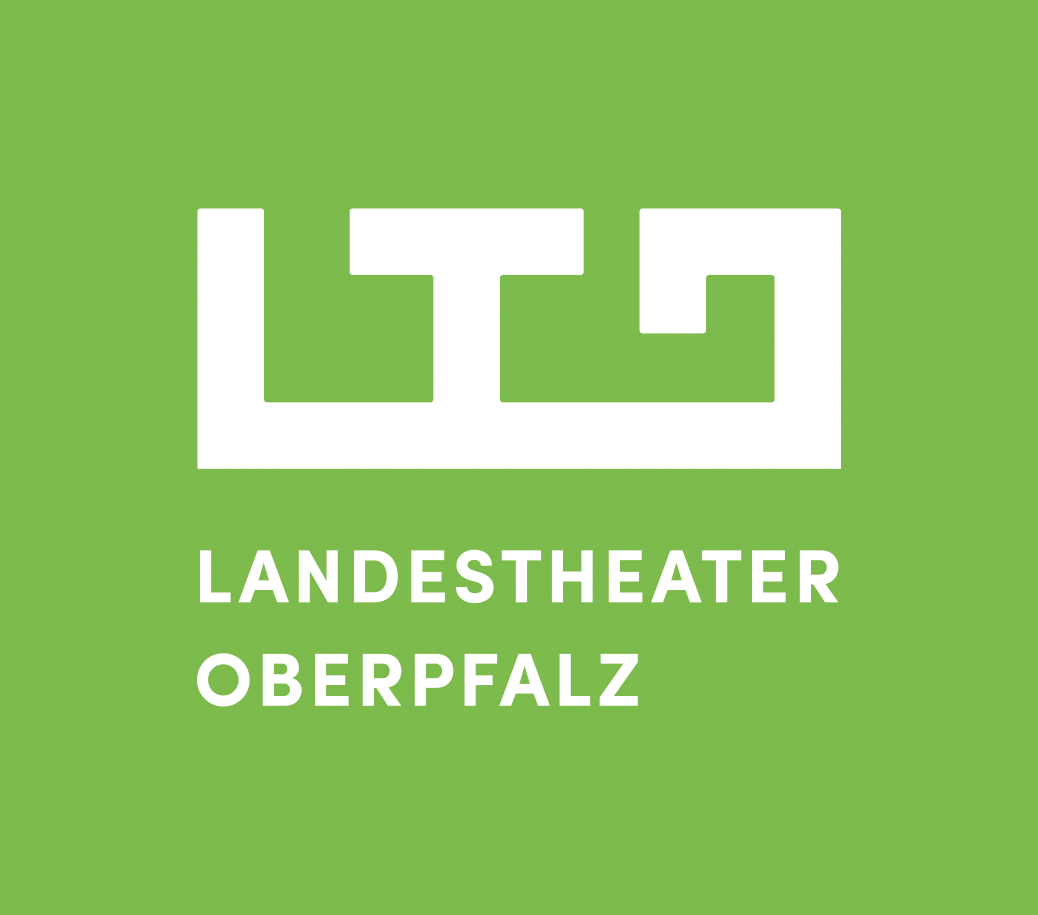
Das Logo des Landestheater Oberpfalz seit 2021

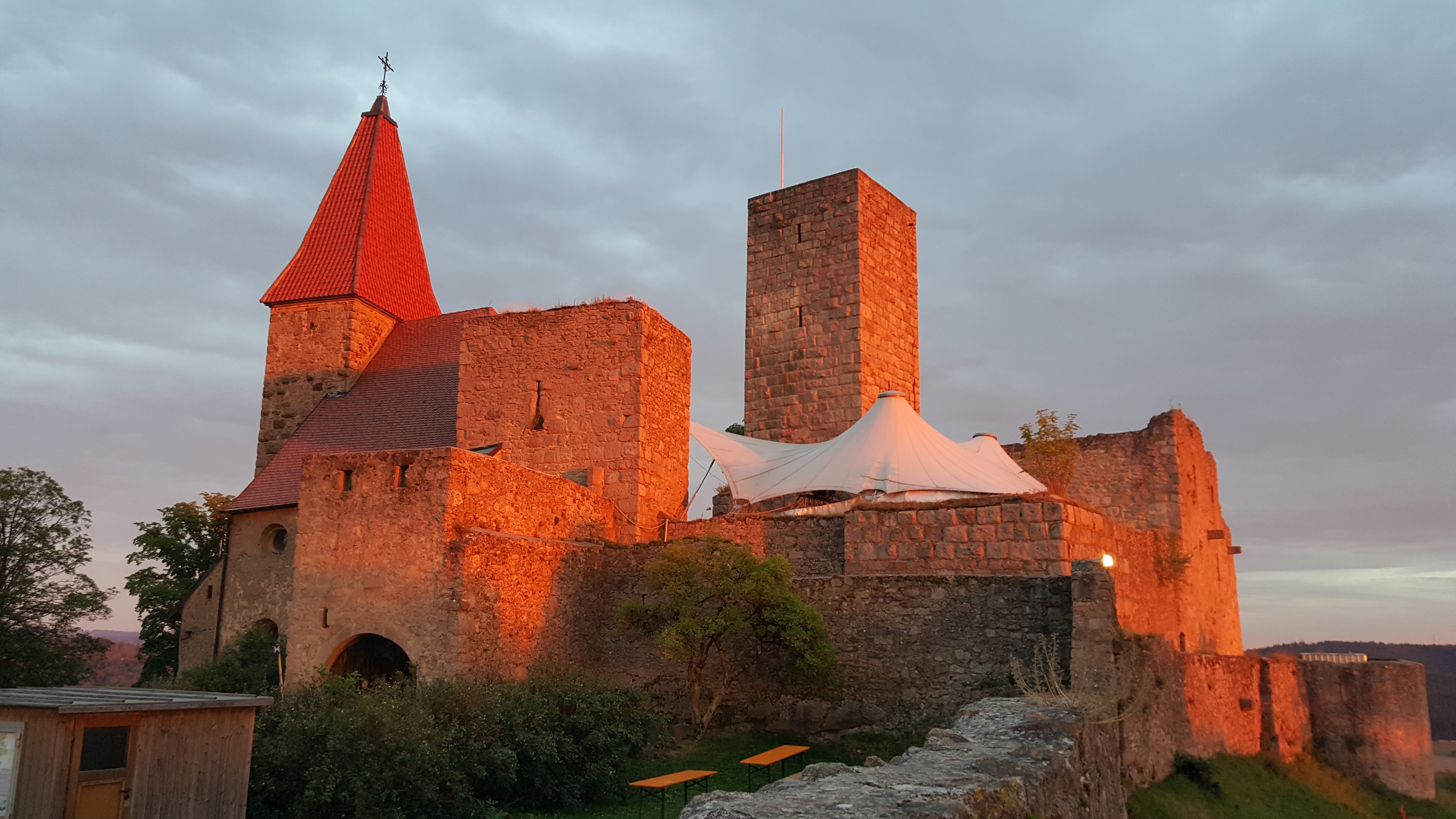
Burg Leuchtenberg während der Sommerfestspiele mit der charakteristischen Publikumsbedachung

Das Landestheater Oberpfalz (LTO) ist eine gemeinnützige GmbH mit Sitz in Vohenstrauß und gilt als „Deutschlands jüngstes Landestheater“. Gegründet 2010, ist das Landestheater Oberpfalz das einzige professionelle Theater der nördlichen Oberpfalz. Bespielt werden ganzjährig verschiedene Spielstätten in der Oberpfalz. Im Sommer werden traditionell die Sommerfestspiele Landestheater Oberpfalz durchgeführt.

## Geschichte
Das Landestheater Oberpfalz wurde im Jahr 2010 als gemeinnützige GmbH von Intendant Matthias Winter und Dramaturg Daniel Grünauer gegründet. Das LTO übernahm die zuvor von der Stadtbühne Vohenstrauß veranstalteten Burgfestspiele Leuchtenberg und hatte in der Stadt Weiden in der Oberpfalz nach Auflösung der „Kleinen Bühne“ bis zur Spielzeit 2011/12 auch die Veranstaltungsplanung in der Weidener Max-Reger-Halle koordiniert. Des Weiteren wurden regelmäßig Schauspielproduktionen in der Stadthalle Vohenstrauß, der Regionalbibliothek Weiden, dem Kunstverein Weiden und auf der Burg Waldeck gezeigt. In der ersten Spielzeit 2010.2011 kamen zu 13 Neuinszenierungen insgesamt 35.700 Zuschauer in 137 Vorstellungen, gefolgt von 30.200 Zuschauern in 12 Neuproduktionen in der Spielzeit 2011.2012.
Seit 2010 erfolgt der Ausbau des Ganzjahresbetriebs mit Schwerpunkt Schauspiel. Seitdem besteht ein kleines professionelles Schauspiel-Ensemble, das ergänzt durch Gäste und Amateurdarsteller das Jahresprogramm verwirklicht.
2016 war das Landestheater Oberpfalz erster Preisträger des Oberpfälzer Heimatpreises, verliehen von Staatsminister Markus Söder, der 2017 Schirmherr der Burgfestspiele war. Ebenfalls 2016 schrieb der preisgekrönte Oberpfälzer Autor Bernhard Setzwein für das LTO in Zusammenarbeit mit der Gedenkstätte des KZ Flossenbürg das Stück Später Besuch – Dietrich Bonhoeffer Redivivus, das in der Gedenkstätte unter der Regie von Till Rickelt zur Uraufführung kam.
Durch die stetige Erweiterung der Tätigkeit auch auf andere regelmäßige Spielorte wurde der Name „Burgfestspiele Leuchtenberg“ dem tatsächlichen Umfang der Festspiele nicht mehr gerecht, daher wurden sie 2019 in Sommerfestspiele Landestheater Oberpfalz umbenannt.
In der ehemaligen Bleikristallfabrik Taube von Vohenstrauß eröffnete das Landestheater im September 2024 ihre erste eigene, achtzig Zuschauern Platz bietende Spielstätte. Wie bisher werden die Produktionen auch an weiteren Orten in der mittleren und nördlichen Oberpfalz aufgeführt.
Ende Oktober 2024 beantragte das Landestheater am Amtsgericht Weiden ein Insolvenzverfahren. Als Ursache wurde eine während der Corona-Pandemie entstandene finanzielle Lücke genannt. Der Spielbetrieb bis zum Jahresende 2024 wurde sichergestellt. Laut Insolvenzverwalter wird versucht, die neue Spielstätte auch über das Jahresende hinaus zu betreiben.
Ende April 2025 teilte der Insolvenzverwalter mit, dass das LTO mit sofortiger Wirkung seinen Betrieb einstellt.

## Theaterleitung
- 2010–2014: Matthias Winter, geschäftsführender Intendant
- 2014–2016: Frank Kasch, Geschäftsführung
- 2014–2022: Till Rickelt, künstlerischer Leiter
- 2016–2024: Wolfgang Meidenbauer, Geschäftsführung[8]
- Seit 2023: Christian A. Schnell, künstlerischer Leiter

## Programm und Ausrichtung
Das Landestheater hat aktuell 20 Beschäftigte in Voll- und Teilzeit. Das Ensemble besteht aus fünf Schauspielern, die für einzelne Produktionen durch Gäste ergänzt werden. Außerdem kann das LTO, durch die über 40-jährige Geschichte der Stadtbühne Vohenstrauß auf eine breite Basis von erfahrenen Laiendarstellern zurückgreifen, ohne die so aufwändige und personalintensive Produktionen wie »CABARET« oder »IM WEISSEN RÖSSL« gar nicht denkbar wären. Das LTO kooperiert außerdem mit der staatlichen anerkannten Schauspielschule Akademie für Darstellende Kunst Bayern und der Athanor Akademie in Passau, bietet im Rahmen der Nachwuchsförderung regelmäßig Kinderkurse und Schauspielworkshops in der Oberpfalz an und ist theaterpädagogisch in Schulen tätig.
Das Landestheater Oberpfalz produziert jährlich rund 10 neue Inszenierungen in den Sparten Schauspiel, Musiktheater sowie Kinder- und Jugendtheater und begeistert damit in über 150 Vorstellungen 30.000 Zuschauer aus der gesamten Oberpfalz und darüber hinaus.

## Spielstätten
Die Stamm-Spielstätten des LTO sind
- in Leuchtenberg die Burgruine Leuchtenberg (Sommerfestspiele Landestheater Oberpfalz)
- in Vohenstrauß die Stadthalle und das Schloss Friedrichsburg

Um dem Titel als Landestheater für die Oberpfalz gerecht zu werden, führt das LTO außerdem Gastspiele an verschiedenen Orten in der ganzen Oberpfalz durch. Einige der regelmäßigen Gastspielorte sind die Naturbühne Schönberg in Grafenwöhr, das Freilandmuseum Oberpfalz, das Kloster Speinshart, Burgtreswitz und die Burgruine in Waldeck.

## Förderung
Das Landestheater Oberpfalz ist neben dem Theater Regensburg das zweite staatlich unterstützte professionelle Theater in der Oberpfalz. Zu seinen Unterstützern gehören der Freistaat Bayern, der Regierungsbezirk Oberpfalz, der Landkreis Neustadt an der Waldnaab, der Landkreis Schwandorf, der Landkreis Tirschenreuth, die Stadt Weiden in der Oberpfalz, die Stadt Vohenstrauß, die Stadt Tirschenreuth, die Stadt Kemnath, die Stadt Waldsassen, die Stadt Neustadt an der Waldnaab, die Stadt Grafenwöhr, die Gemeinde Speinshart, die Gemeinde Bodenwöhr und der Markt Leuchtenberg.